# Reggie Carter
Reginald "Reggie" Carter (nacido el 10 de octubre de 1957 en Nueva York, Nueva York y fallecido el 24 de diciembre de 1999 en Huntington, Nueva York) fue un jugador de baloncesto estadounidense que jugó dos temporadas en la NBA. Con 1,90 metros de estatura, lo hacía en la posición de escolta.

## Trayectoria deportiva

### Universidad
Jugó su primera temporada como universitario con los durante tres temporadas con los Rainbow Warriors de la Universidad de Hawái, en la que promedió 16,3 puntos y 5,6 rebotes por partido, para posteriormente ser transferido a los Red Storm de la Universidad St. John's, tras descubrise violaciones al reglamento en el reclutamiento de jugadores por parte de la universidad hawaiana. Tras un año en blanco por la normativa de la NCAA, jugó tres temporadas en las que promedió 14,2 puntos y 4,2 rebotes por partido. En 1980 fue incluido en el segundo equipo All-American.

### Profesional
Fue elegido en la vigésimo séptima posición del Draft de la NBA de 1979 por New York Knicks, pero decidió terminar su ciclo universitario en St. John's. Se unió al equipo al inicio de la temporada 1980-81, pero fue el jugador menos utilizado por su entrenador, Red Holzman, dentro de una corta plantilla. Apenas jugó más de 8 minutos por partido, en los que promedió 2,8 puntos y 1,2 rebotes.
Al año siguiente las cosas mejoraron un poco, llegando a jugar incluso un partido desde el quinteto inicial, aunque la cifra de minutos por partido no llegara a los 13. Acabó la temporada promediando 4,0 puntos y 1,7 asistencias por partido. Antes del comienzo de la temporada 1982-83 fue despedido, retirándose definitivamente de la práctica del baloncesto.

## Estadísticas de su carrera en la NBA

### Temporada regular
| Temporada | Edad | Equipo          | Liga | P   | TIT | MIN  | TC  | TCA | %TC  | 3P  | 3PA | %3P  | TL  | TLA | %TL  | R.OF. | R.DEF. | REB | ASIS | ROB | TAP | PER | FP  | PTS |
| 1980-81   | 23   | New York Knicks | NBA  | 60  |     | 8.9  | 1.0 | 3.0 | .330 | 0.0 | 0.1 | .000 | 0.9 | 1.2 | .739 | 0.5   | 0.7    | 1.2 | 1.3  | 0.4 | 0.0 | 0.6 | 1.1 | 2.8 |
| 1981-82   | 24   | New York Knicks | NBA  | 75  | 1   | 12.3 | 1.6 | 3.7 | .425 | 0.0 | 0.0 |      | 0.9 | 1.1 | .800 | 0.5   | 0.8    | 1.3 | 1.7  | 0.5 | 0.1 | 1.0 | 1.7 | 4.0 |
| Total     |      |                 | NBA  | 135 | 1   | 10.8 | 1.3 | 3.4 | .388 | 0.0 | 0.0 | .000 | 0.9 | 1.1 | .772 | 0.5   | 0.7    | 1.2 | 1.5  | 0.4 | 0.1 | 0.9 | 1.4 | 3.5 |

### Playoffs
| Temporada | Edad | Equipo          | Liga | P | MIN | TCA | TC | 3PA | 3P | TLA | TL | R.OF. | REB | ASIS | ROB | TAP | PER | FP | PTS | %TC  | %3P | %FT | MIN | PTS | REB | AST |
| 1980-81   | 23   | New York Knicks | NBA  | 1 | 7   | 0   | 1  | 0   | 0  | 0   | 0  | 1     | 2   | 0    | 0   | 0   | 1   | 4  | 0   | .000 |     |     | 7.0 | 0.0 | 2.0 | 0.0 |
| Total     |      |                 | NBA  | 1 | 7   | 0   | 1  | 0   | 0  | 0   | 0  | 1     | 2   | 0    | 0   | 0   | 1   | 4  | 0   | .000 |     |     | 7.0 | 0.0 | 2.0 | 0.0 |

## Fallecimiento
Carter falleció en 1999 en un hospital de Huntington, donde residía, a consecuencia de unas complicaciones en la sarcoidosis que padecía, que lesionaron fatalmente su corazón. Estaba casado y tenía tres hijos.